# Arrénes
Arrénes (grec moderne : Αρρένες) est un ancien dème du district régional de Kastoriá, en Macédoine-Occidentale, Grèce. Depuis 2010, il est fusionné au sein du dème de Nestório.
Selon le recensement de 2011, la population du dème s'élève à 548 habitants.